# Archiborborus hirtipes
Archiborborus hirtipes är en tvåvingeart som först beskrevs av Macquart 1843.  Archiborborus hirtipes ingår i släktet Archiborborus och familjen hoppflugor. Inga underarter finns listade i Catalogue of Life.